# Edgar Pieterse
Edgar Pieterse   (Douala, 19 de juny de 1968) és un sociòleg sud-africà. És director de l'African Centre for Cities, University of Cape Town. Coeditor de: Voices of the Transition: The Politics, Poetics and Practices of Development in South Africa (Johannesburg: Heinemann Publishers, 2004); i Consolidating Developmental Local Government: Lessons from the South Africa Experiment (Cape Town: UCT Press, en premsa). Entre els seus articles acadèmics recents s'inclouen: Blurring Boundaries: Fragments of an Urban Research Agenda, Urban Forum, 17(4): 398-412, 2006; i Building with Ruins and Dreams: Exploratory thoughts on realising integrated urban development through crises, Urban Studies, 43(2): 285-304, 2006.